# Бюрла
Бюрла́ (фр. и окс. Burlats) — коммуна во Франции, находится в регионе Юг — Пиренеи. Департамент — Тарн. Входит в состав кантона Кастр-2. Округ коммуны — Кастр.
Код INSEE коммуны — 81042.

## География
Коммуна расположена приблизительно в 580 км к югу от Парижа, в 75 км восточнее Тулузы, в 36 км к юго-востоку от Альби.
По территории коммуны протекает река Агу. Большую часть территории коммуны занимают леса.

## Климат
Климат умеренно-океанический. Зима мягкая и дождливая, лето жаркое с частыми грозами. Ветры довольно редки.

## Население
Население коммуны на 2010 год составляло 1902 человека.
| 1962 | 1968 | 1975 | 1982 | 1990 | 1999 | 2010 |
| ---- | ---- | ---- | ---- | ---- | ---- | ---- |
| 1163 | 1141 | 1176 | 1313 | 1670 | 1821 | 1902 |

## Администрация
| Период | Период | Фамилия       | Партия       | Примечания                        |
| ------ | ------ | ------------- | ------------ | --------------------------------- |
| 1995   | 2012   | Жан-Мари Фабр | Разные левые | член генерального совета (с 1998) |
| 2012   | 2020   | Серж Серье    |              |                                   |

## Экономика
В 2007 году среди 1252 человек в трудоспособном возрасте (15—64 лет) 912 были экономически активными, 340 — неактивными (показатель активности — 72,8 %, в 1999 году было 72,9 %). Из 912 активных работали 829 человек (462 мужчины и 367 женщин), безработных было 83 (42 мужчины и 41 женщина). Среди 340 неактивных 129 человек были учениками или студентами, 86 — пенсионерами, 125 были неактивными по другим причинам.

## Достопримечательности
- Бывший монастырь (XII век). Исторический памятник с 1981 года.[4]
- Башня Витур (XIII век). Исторический памятник с 1927 года.[5]
- Коллегиальная церковь Св. Петра.

## Фотогалерея
- Башня Витур
- Церковь Сент-Пьер
- Павильон Аделаиды
- Соборная церковь Сен-Пьер
- Карта коммуны